# Sandl (berg)
Sandl är ett berg i Österrike.   Det ligger i distriktet Krems och förbundslandet Niederösterreich, i den nordöstra delen av landet, 70 km väster om huvudstaden Wien. Toppen på Sandl är 675 meter över havet, eller 66 meter över den omgivande terrängen. Bredden vid basen är 0,78 km.
Terrängen runt Sandl är huvudsakligen kuperad, men västerut är den platt. Närmaste större samhälle är Weinzierl bei Krems, 10,2 km öster om Sandl.
I omgivningarna runt Sandl växer i huvudsak blandskog. Runt Sandl är det ganska tätbefolkat, med 62 invånare per kvadratkilometer.